# Прусак рудий
Пруса́к руди́й (Blattella germanica) — комаха, один із 13 видів роду прусак (Blattella), один із найвідоміших представників підряду тарганів.

## Морфологія
Довжина тіла зазвичай 10—13 мм. Забарвлення бурувато-руде з двома темними смужками на передньоспинці. Надкрила та крила довші, ніж черевце.

## Поширення
Батьківщиною виду вважають Південну Азію, звідки його завезли в Європу майже три століття тому й тут він добре акліматизувався. В умовах Криму може жити поза приміщеннями.

## Екологія

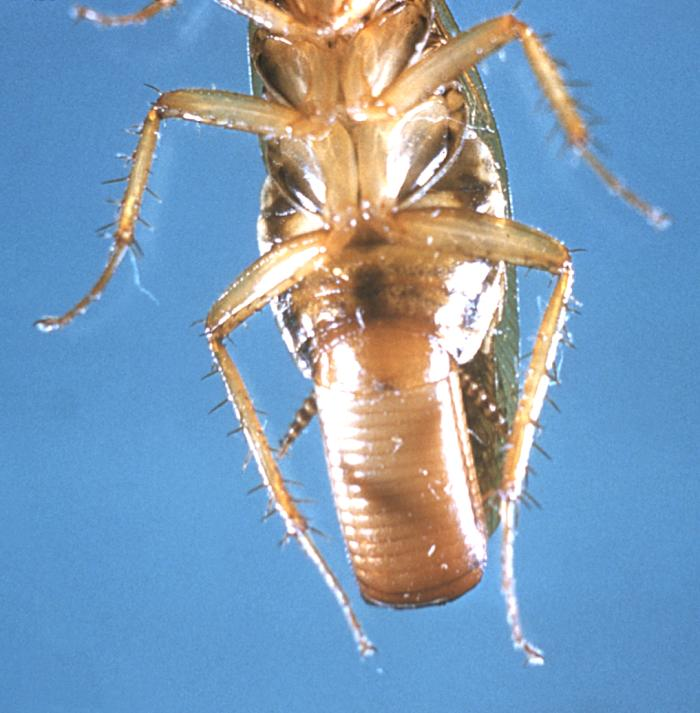
Самиця таргана (Blattella germanica) з оотекою

Цей вид належить до найменш теплолюбних. Живе в житлах людини. Розвиток з неповним перетворенням, триває кілька місяців. Живучи в приміщеннях, живиться залишками їжі або пошкоджує шкіряні вироби, папір тощо. Може механічно на кінчиках лапок або всередині кишечника переносити збудників небезпечних захворювань людини наприклад, деяких гельмінтозів (ентеробіоз, трихоцефальоз, аскаридоз, гіменолепідоз), збудників бактеріальних кишкових інфекцій (шигельоз, ешерихіоз тощо), вірусного гепатиту А. Переважно, веде нічний спосіб життя.